# 沖縄県道71号名護宜野座線
沖縄県道71号名護宜野座線（おきなわけんどう71ごう なごぎのざせん・主要地方道名護宜野座線）は沖縄県名護市呉我と国頭郡宜野座村松田とを結ぶ主要地方道。同路線番号の旧名称は本部循環線。

## 概要

### 区間
- 起点・名護市字呉我（国道505号）
- 終点・国頭郡宜野座村字松田（国道329号）
- 総延長・16.8km
- 実延長・10.8km

### 通過自治体
- 名護市－国頭郡宜野座村

### 交差する路線
- 国道505号（起点）
- 沖縄県道（91号）本部循環線（起点 - 名護市城名護漁港前交差点、名護市城十字路 - 重複区間内だが本部方面の単独区間に交差）
  - もとの路線名が本部循環線なため、同区間がそのまま引き継いでいる
- 国道58号（名護市伊差川、同市城名護漁港前交差点、同市許田）
  - 名護東道路（名護市伊差川（通過のみ）、同市数久田（国道58号との重複区間内）
    - 数久田インターチェンジ（名護市数久田、国道58号との重複区間内）
- 沖縄県道84号名護本部線（名護市城名護十字路）
- 国道329号（名護市世富慶（国道58号との重複区間内）、終点）
- 沖縄自動車道（名護市許田、宜野座村松田（通過のみ））
  - 許田インターチェンジ（名護市許田）
- 国道331号（終点（国道329号と重複））

### 重複路線
- 国道58号（名護市城（名護漁港前交差点） - 許田）
- 沖縄県道（91号）本部循環線（起点 - 名護市城）

### 主要施設
- 沖縄総合事務局北部ダム事務所（名護市大北）
- 沖縄県立北部病院（名護市大中）
- 沖縄県北部保健所（名護市大中）
- 名護市営市場（名護市城）
- 名護漁港（名護市城）
- 名護警察署（名護市東江・国道58号の重複区間内）
- 道の駅許田（名護市許田・同）

### 路線バス
名護バスターミナルを発着する多くの名護以北方面の路線が乗り入れしており、さらに高校の通学時間に合わせて名護市内の高校経由便が運行されており、その際那覇方面の路線も大北高校通り入口 - 名護十字路の区間を通っている。本部半島線（65番･66番）は呉我 - 名護漁港前交差点間、国道58号方面の路線（67番・72番）は伊差川 - 名護十字路間を通っている。一方許田 - 宜野座の区間は2008年（平成20年）9月まで名護東線（21番）、2006年（平成18年）4月 - 8月には名護こどもの国線が通っていたが、現在この区間に路線バスは通っていない。
（「共同運行」は琉球バス交通・沖縄バスの共同運行をさす。☆は高校経由のみのルート）
- 65番・本部半島（渡久地廻り）線（共同運行） 名護市呉我→城名護漁港前交差点
- 66番・本部半島（今帰仁廻り）線（共同運行） 名護市名護十字路→呉我・☆大北高校通り入口→城名護漁港前交差点
- 67番・辺土名線（共同運行） 名護市伊差川 - 名護十字路
- 72番・屋我地線（共同運行） 名護市伊差川 - 名護十字路 - 城名護漁港前交差点（名護十字路 - 名護漁港前は☆）

高校経由のみ大北高校通り入口 - 名護十字路間を通る路線
- 20番・名護西線（共同運行）
- 76番・瀬底線（共同運行）
- 77番・名護東（辺野古経由）線（沖縄バス）
- 78番・名護東部線（共同運行）
- 120番・名護西空港線（共同運行）

## 歴史
（本部循環線時代も含む）
- 1953年（昭和28年） 以下の区間が琉球政府道に指定される。
  - 1号線 読谷村大湾 - 国頭村奥（読谷 - 名護はのちに軍営繕道区間となる）
  - 108号線 名護町（現名護市）許田 - 宜野座村潟原
  - 112号線 名護町（現名護市）城 - 本部町渡久地
  - 124号線 羽地村（現名護市）仲尾次 - 本部町渡久地
  - 伊差川呉我線 羽地村（現名護市）伊差川 - 呉我（1965年に113号線に改称される）
- 1972年（昭和47年）5月 本土復帰と同時に政府道112号線（後の国道449号）と113号線の全線、124号線の本部町渡久地 - 名護市呉我（後の国道449号と505号）の区間を“主要地方道本部循環線”に指定された（当時は112号は県道112号、113号は県道113号、124号は県道124号のままだったが、のちに県道71号とつけられた）。ちなみに当時名護市伊差川 - 城は琉球政府道1号線から国道58号、許田 - 潟原間は政府道108号線から県道108号線だった。
- 1982年（昭和57年）4月 本部循環線のうち名護市名護（現東江） - 本部町浦崎（海洋博公園入口交差点）が国道449号に昇格。
- 1987年（昭和62年）4月 前年1986年（昭和61年）1月に名護市宮里 - 伊差川の国道58号名護バイパスが全線開通したのに伴い、国道58号が同バイパスと国道449号の終点部分（名護市東江 - 宮里名護バイパス入口）に本線が移り、替わって名護市街地を通っていたバイパスの旧道部分（名護市伊差川 - 城）が県道に降格となり、本部循環線に編入された。
- 1993年（平成5年）4月 本部循環線のうち本部町浦崎 - 名護市呉我と当時県道124号だった同市呉我 - 仲尾次の全線が国道505号へ昇格。その後残りの本部循環線のうち、名護市城 - 宮里の（旧県道112号）区間を除く全線（北部区間）と県道108号線全線（南部区間）が県道71号の路線番号を引き継ぐかたちで、現在の路線名とした。なお名護市宮里 - 城の区間は引き続き「本部循環線」とし、路線番号を変更した。北部区間は全線「本部循環線」の重複区間となっている。
- 2020年（令和2年）3月　名護市呉我を通る国道505号バイパス開通により、同バイパスと接続する道路が開通。当県道の起点が約50m国道バイパスを通る海側に延長された。

## 特徴
- もとの路線名だった本部循環線を"県道71号"のみ引き継いだ起点 - 名護市城の北部区間と、名護市許田 - 終点の南部区間にわかれる。
- 現路線名に指定されてからしばらくの間、起点は国道505号（終点の名護市仲尾次方面へ）から右折するが、国道505号（今帰仁方面より）が昇格前の路線がもともと同じ本部循環線だったため、優先道路が直進の国道ではなく、右折する本路線だった（案内道路標識もそのような誘導だった）。そのため国道は終点側から今帰仁方面に向かうとき一時停止しなければいけなかった。その後信号機が設置され、国道側が優先道路となったが、2020年に国道のバイパスが海側に完成し、当県道もバイパスに接続し交差点が事実上移ったため、従来の交差点に設置された信号機は廃止され、県道側が優先道路となり旧国道側には一時停止の標識が設置された。なおバイパスとの交差点には信号機はなく、県道側に一時停止の標識が設置された（県道から国道505号今帰仁方面へ向かう（またはその逆）路線バスは開通後バイパスに移り、旧国道側にある呉我バス停は県道側に移設した）。
- 北部区間のうち名護市伊差川 - 城の区間は現在の国道58号である名護バイパスが開通する1987年（昭和62年）までこの区間が国道だった（バイパスは前年の1986年（昭和61年）に全線開通した）。
- 名護市街 - 宜野座方面に向かう場合、国道329号が辺野古・二見経由の遠回りなため、この許田からの南部区間が近道とされていて（国道329号の辺野古経由よりも5km程短い）、かつて琉球バス（のちの琉球バス交通）が運行していた名護東線や名護こどもの国線はこの区間を運行ルートとしている。